# خزه‌زیان
خَزه‌زیان (Bryozoa) جانورانی بی‌مهره کوچک و باهم‌زی هستند که معمولاً اسکلت‌هایی از جنس کلسیم کربنات می‌سازند و در ظاهر شبیه به مرجان دریایی هستند.
نام دیگر برای خزه‌زیان، پرزیوگان (Polyzoa) است.
خزه‌زیان پالوده‌خوارند یعنی با شاخک‌های تاج‌مانند آب را برای به‌دست آوردن غذا از صافی خود می‌گذرانند.
بیش از ۴۰۰۰ گونه از خزه‌زیان شناسایی شده‌است. یک سرده (جنس) از خزه‌زیان تک‌زی است و دیگر سرده‌ها باهم‌زی. بیشتر گونه‌های دریایی از خزه‌زیان در آب‌های گرمسیری زندگی می‌کنند ولی چند گونه هم در درازگودال‌های اقیانوسی و برخی نیز در آب‌های قطبی سکونت دارند.

## توصیف
خزه‌زیان (به انگلیسی: Bryozoa یا Polyzoa، Ectoprocta (برون‌مُرزتباران) و در زبان عامیانه جانوران خزه‌ای) شاخه‌ای از بی‌مهرگان آب‌زی ساده هستند که تقریباً همگی در کلونی‌های بی‌حرکت زندگی می‌کنند. این جانوران معمولاً حدود نیم میلی‌متر طول دارند و دارای ساختار تغذیه‌ای ویژه‌ای به‌نام تاجیانه یا لوفوفور (تاجی از شاخک‌ها برای تغذیهٔ صافی) هستند. بیشتر گونه‌های خزه‌زیان در آب‌های گرمسیری دریایی زیست می‌کنند، اما برخی نیز در گودال‌های اقیانوسی و آب‌های قطبی یافت می‌شوند. خزه‌زیان به سه رده تقسیم می‌شوند: خزه‌زیان دریایی (Stenolaemata)، خزه‌زیان آب شیرین (Phylactolaemata) و خزه‌زیان عمدتاً دریایی (Gymnolaemata) که برخی از اعضای این گروه در آب لب‌شور زندگی می‌کنند. تاکنون ۵٬۸۶۹ گونهٔ زنده از این شاخه شناسایی شده‌اند.
در آغاز، همهٔ خزه‌زیان از نوع تاج‌دار کلونی‌ساز بودند، اما در گذر زمان و به‌عنوان سازگاری با زیست در لابه‌لای شن‌های دریایی یا در زیستگاه‌های اعماق دریا، شکل‌های منفرد نیز به‌صورت ثانویه تکامل یافتند. تاکنون گونه‌های منفرد در چهار سرده توصیف شده‌اند: (Aethozooides، Aethozoon، Franzenella و Monobryozoon). گونهٔ اخیر دارای اندامی شبیه ترازکیسه است که احتمالاً عملکرد دفعی دارد.
اصطلاحات «Polyzoa» و «Bryozoa» به‌ترتیب در سال‌های ۱۸۳۰ و ۱۸۳۱ معرفی شدند. کمی پس از نام‌گذاری این گروه، دسته‌ای دیگر از جانوران با ساختار تغذیه‌ای مشابه کشف شدند که ابتدا در همین گروه جای گرفتند، اما در سال ۱۸۶۹ مشخص شد که درون‌ساختاری بسیار متفاوت دارند. این گروه تازه به نام "انتوپروکتا" (درون‌مُرزتباران) شناخته شد و خزه‌زیان نخستین به نام "اکتوپروکتا" (برون‌مُرزتباران) باقی ماندند. این اختلاف نظرهای واژگانی تا قرن بیستم ادامه داشت، اما امروزه اصطلاح «Bryozoa» اصطلاح پذیرفته‌شده‌تری است.
کلونی‌های خزه‌زیان اشکال گوناگونی دارند، از جمله بادبزن‌مانند، بوته‌مانند یا ورقه‌مانند. هر یک از جانوران منفرد درون کلونی «زئوئید» نام دارند که به‌طور کامل مستقل نیستند. این زئوئیدها ممکن است عملکردهای گوناگون و تخصصی داشته باشند. در همهٔ کلونی‌ها «خودزی‌واران» (autozooid) وجود دارند که وظیفهٔ تغذیه، دفع و انتقال مواد مغذی از طریق مجراهای گوناگون را بر عهده دارند. در برخی رده‌ها، زئوئیدهای تخصص‌یافته‌ای نیز وجود دارند، مانند ساختارهای محافظتی، مراکز پرورش تخم و ساختارهایی شبیه ریشه برای چسبیدن به سطح. ردهٔ Cheilostomata متنوع‌ترین راسته از خزه‌زیان به‌شمار می‌رود، احتمالاً به این دلیل که بیشترین تنوع در زئوئیدهای تخصصی را دارد. اعضای این گروه دارای استخوان‌بندی بیرونی معدنی‌شده هستند و ورقه‌های تک‌لایه‌ای تشکیل می‌دهند که بر روی سطوح می‌خزند و برخی کلونی‌ها به‌کمک زئوئیدهای دفاعیِ خارمانند، به‌طور بسیار کند حرکت می‌کنند.
هر زئوئید از دو بخش تشکیل شده است: «کیستید» که دیوارهٔ بدن را تشکیل می‌دهد و استخوان‌بندی بیرونی را ترشح می‌کند، و «پولیپید» که اندام‌های داخلی در آن جای دارند. زئوئیدها فاقد اندام‌های تخصص‌یافتهٔ دفعی هستند و زمانی که پولیپید زئوئید خودزی از مواد دفعی اشباع شود، از بین می‌رود و دیوارهٔ بدن یک پولیپید جایگزین تولید می‌کند. رودهٔ زئوئیدها U-شکل است، به‌گونه‌ای که دهان درون حلقهٔ شاخک‌ها و مخرج در بیرون آن قرار دارد. زئوئیدهای همهٔ گونه‌های آب شیرین دوجنس‌زا هستند. در بسیاری از گونه‌های دریایی، زئوئیدها ابتدا به‌عنوان نر عمل می‌کنند و سپس ماده می‌شوند، اما همیشه ترکیبی از زئوئیدهای نر و ماده در کلونی‌ها وجود دارد. همهٔ گونه‌ها اسپرم خود را به آب رها می‌کنند. برخی تخم را نیز به آب رها می‌کنند، در حالی‌که برخی دیگر، اسپرم را با شاخک‌های خود جذب کرده و تخم را درون بدن بارور می‌سازند. لاروهای برخی گونه‌ها دارای زردهٔ فراوان هستند، تغذیه نمی‌کنند و زود روی یک سطح مستقر می‌شوند. در حالی‌که برخی دیگر لاروهایی تولید می‌کنند که زردهٔ کمی دارند، برای چند روز شنا کرده و تغذیه می‌کنند و سپس مستقر می‌شوند. پس از استقرار، همهٔ لاروها دگرریسی (دگردیسی) شدیدی را پشت سر می‌گذارند که در آن تقریباً همهٔ بافت‌های داخلی از نو ساخته می‌شوند. گونه‌های آب شیرین همچنین استاتوبلاست تولید می‌کنند؛ یاخته‌هایی که در حالت نهفته باقی می‌مانند تا شرایط زیست‌محیطی مساعد شود و به این ترتیب تبار کلونی حتی در صورت نابودی کلونی مادر باقی می‌ماند.
شکارچیان خزه‌زیان دریایی شامل حلزون دریایی (نودیبرانش‌ها)، ماهی‌ها، توتیاهای دریایی، عنکبوت‌های دریایی، سخت‌پوستها، کنهها و ستاره‌های دریایی هستند. خزه‌زیان آب شیرین نیز توسط حلزونها، حشرهها و ماهی‌ها شکار می‌شوند. در تایلند، بسیاری از جمعیت‌های یک گونهٔ آب شیرین به‌علت ورود یک گونهٔ حلزون غیربومی نابود شده‌اند. گونهٔ تهاجمی Membranipora membranacea، که رشد سریعی دارد و در سواحل شمال‌شرق و شمال‌غرب ایالات متحده یافت می‌شود، باعث کاهش شدید جنگل‌های کتانجک شده و جمعیت ماهیان و بی‌مهرگان محلی را نیز تحت تأثیر قرار داده است. خزه‌زیان همچنین می‌توانند بیماری‌هایی را به مزرعه‌های پرورش ماهی و ماهیگیران منتقل کنند. ترکیبات شیمیایی استخراج‌شده از گونه‌ای از خزه‌زیان دریایی برای درمان سرطان و بیماری آلزایمر مورد بررسی قرار گرفته‌اند، اما نتایج چندان امیدوارکننده نبوده است.
اسکلت‌های معدنی‌شدهٔ خزه‌زیان نخستین‌بار در سنگ‌های مربوط به اوایل دور  اردوویسین دیده می‌شوند، و این موضوع باعث شده‌است که این شاخه به‌عنوان واپسین شاخهٔ اصلی جانوری در رکورد سنگواره‌ها شناخته شود. از این‌رو، برخی پژوهشگران گمان می‌برند که خزه‌زیان پیش‌تر پدید آمده‌اند اما در آغاز بدون اسکلت معدنی بوده‌اند و از نظر ریخت‌شناسی با گونه‌های سنگواره‌ای و امروزی تفاوت زیادی داشته‌اند. در سال ۲۰۲۱، پژوهشی پیشنهاد کرد که سرده‌ای به‌نام Protomelission که از دوران کامبرین شناخته می‌شود، ممکن است نمونه‌ای از خزه‌زیان نخستین باشد. اما پژوهش‌های بعدی نشان دادند که این تاکسون احتمالاً یک جلبک داسی‌کلادی (dasyclad) بوده و نه خزه‌زیان.
سنگواره‌های اولیه عمدتاً از گونه‌های ایستاده هستند، اما گونه‌های پوسته‌مانند به‌تدریج غلبه پیدا کرده‌اند. هنوز مشخص نیست که آیا این شاخه تک‌تبار (monophyletic) است یا نه. روابط فرگشتی خزه‌زیان با شاخه‌های دیگر نیز همچنان ناروشن است؛ بخشی به این دلیل که شجره‌نامهٔ جانوران عمدتاً بر پایهٔ شاخه‌های شناخته‌شده‌تر ساخته شده‌است. تحلیل‌های ریخت‌شناختی و تبارزایی مولکولی دربارهٔ نسبت خزه‌زیان با درون‌مرزتباران، و این‌که آیا باید خزه‌زیان را در کنار بازوپایان و کرم‌های نعل‌اسبی در گروه لوفوفوراتا قرار داد یا نه، و نیز این‌که آیا آن‌ها دهان‌نخستی هستند یا دهان‌دومی، همچنان با یکدیگر اختلاف دارند.

### ویژگی‌های متمایزکننده
خزه‌زیان، نعل‌تنگ‌داران و بازوپایان از طریق تاجیانه که تاجی از شاخک‌های توخالی است، غذا را از آب بیرون می‌کشند (تغذیهٔ صافی). خزه‌زیان، کلونی‌هایی متشکل از شبیه‌سازی‌شده‌ها (زئوئیدها) تشکیل می‌دهند که معمولاً حدود ۰٫۵ میلی‌متر طول دارند. نعل‌تنگ‌داران به زئوئیدهای خزه‌زیان شباهت دارند، اما طول آن‌ها بین ۲ تا است و اگرچه گاهی خوشه‌ای رشد می‌کنند، ولی کلونی‌هایی از نسخه‌های شبیه‌سازی‌شده ایجاد نمی‌کنند. بازوپایان که معمولاً نزدیک‌ترین خویشاوندان خزه‌زیان و نعل‌تنگ‌داران به‌شمار می‌روند، از طریق داشتن صدف‌هایی مشابه دوکفه‌ایها متمایز می‌شوند. هر سه شاخهٔ یادشده دارای سلوم (حفرهٔ داخلی پوشیده از مزوتلیوم) هستند.
برخی کلونی‌های خزه‌زیان پوسته‌مانند که دارای استخوان‌بندی بیرونی معدنی‌شده‌اند، بسیار شبیه مرجانهای کوچک هستند. بااین‌حال، کلونی‌های خزه‌زیان از «نیا-زئوئید» (ancestrula) آغاز می‌شوند که به‌جای شکل زئوئید معمول، شکلی گرد دارد. در حالی‌که پلیپ آغازگر کلونی در مرجان‌ها همان شکل فرزندان خود را دارد و زئوئیدهای مرجانی فاقد کاواک (سلوم) و تاجیانه (لوفوفور) هستند.

## ریخت‌شناسی
خزه‌زیان‌ها جانورانی کلونی‌ساز هستند که از واحدهای تکرارشونده‌ای به‌نام زئوئید تشکیل شده‌اند. هر زئوئید، کپی ژنتیکی کامل از سایر زئوئیدها در همان کلونی است، اما ممکن است از نظر ساختاری و عملکردی تخصص یافته باشد. در میان انواع زئوئیدها، زئوئیدهای خودزی (autozooid) رایج‌ترین هستند که کار تغذیه و تأمین انرژی برای کلونی را انجام می‌دهند. زئوئیدهای دیگر ممکن است کارهایی چون دفاع، تولیدمثل، چسبیدن به سطح و نگهداری از تخم را بر عهده داشته باشند.
هر زئوئید دو بخش اصلی دارد:
کیستید (cystid): که دیوارهٔ بدن زئوئید است و استخوان‌بندی بیرونی (اگزواسکلتون) را ترشح می‌کند.
پولیپید (polypide): که شامل دستگاه گوارش، لوفوفور، اندام‌های حسی و سامانه عصبی است.

دستگاه گوارش زئوئیدها U-شکل است؛ دهان در مرکز لوفوفور و مخرج بیرون آن قرار دارد. زئوئیدها معمولاً اندام دفعی تخصصی ندارند. به‌جای آن، وقتی پولیپید به‌واسطهٔ انباشت پسماند ناکارآمد شود، فرو می‌پاشد و کیستید، یک پولیپید جدید جایگزین می‌سازد.
در برخی گونه‌ها، زئوئیدهای دفاعی با ساختارهایی خاردار، چنگال‌مانند یا متحرک ظاهر می‌شوند و حتی می‌توانند در خزیدن کند کلونی نیز نقش داشته باشند. زئوئیدهای کلونی از طریق منفذها و کانال‌هایی به هم متصل‌اند و مواد غذایی از زئوئیدهای خودزی به سایر زئوئیدها منتقل می‌شود.

## تولید مثل
بیشتر خزه‌زیان‌های آب شیرین دوجنس‌زای همزمان‌اند (یعنی هم‌زمان تخم و اسپرم تولید می‌کنند). اما در گونه‌های دریایی، زئوئیدها معمولاً در ابتدا نرند و سپس ماده می‌شوند. با این حال، کلونی‌ها اغلب ترکیبی از زئوئیدهای نر و ماده در مراحل مختلف را در خود دارند.
اسپرم‌ها به داخل آب رها می‌شوند. در برخی گونه‌ها، تخم‌ها نیز در آب رها می‌شوند تا در بیرون بارور شوند. اما در برخی دیگر، زئوئیدهای ماده، اسپرم را با شاخک‌های لوفوفور جذب کرده و تخم را درون بدن بارور می‌کنند.
لاروهای برخی گونه‌ها دارای زردهٔ زیادند، غذا نمی‌خورند و به‌سرعت روی سطحی می‌نشینند. اما گونه‌هایی هم هستند که لاروهای آن‌ها با زردهٔ کم، برای چند روز در آب شناور می‌مانند و تغذیه می‌کنند. پس از نشست، همهٔ لاروها وارد مرحله‌ای از دگردیسی شدید می‌شوند که تقریباً همهٔ بافت‌های داخلی نابود و از نو ساخته می‌شوند.
گونه‌های آب شیرین همچنین ساختارهایی به‌نام استاتوبلاست تولید می‌کنند. استاتوبلاست‌ها سلول‌های مقاومی هستند که در شرایط سخت (مثلاً خشکسالی یا سرما) غیرفعال باقی می‌مانند و زمانی‌که شرایط مناسب شود، فعال شده و کلونی جدیدی می‌سازند. این سازوکار به خزه‌زیان‌ها اجازه می‌دهد که حتی اگر کلونی مادر از میان برود، تبار آن‌ها پابرجا بماند.

## زیستگاه و پراکندگی
خزه‌زیان‌ها در بیشتر مناطق آبی زمین یافت می‌شوند. گونه‌های دریایی در بستر دریاها، به‌ویژه در مناطق گرمسیری رایج‌اند. برخی گونه‌ها در آب‌های بسیار سرد قطبی و حتی گودال‌های اقیانوسی نیز دیده شده‌اند. گونه‌های آب شیرین نیز در دریاچه‌ها، رودخانه‌ها و نهرها زندگی می‌کنند و معمولاً به سطوح سختی مانند سنگ، چوب، گیاهان آب‌زی یا سطوح مصنوعی می‌چسبند.
خزه‌زیان‌های دریایی می‌توانند در زیست‌بوم‌های دریایی نقش مهمی ایفا کنند، از جمله در ایجاد زیستگاه برای جانوران دیگر و تثبیت بستر. برخی گونه‌های تهاجمی، مانند Membranipora membranacea، به‌شدت در زیستگاه‌های بومی اختلال ایجاد کرده‌اند.

## طبقه‌بندی
خزه‌زیان‌ها به‌طور سنتی به سه رده تقسیم می‌شوند:
خزه‌زیان دریایی (Stenolaemata): تقریباً همهٔ اعضای این رده دریازی هستند. زئوئیدهای آن‌ها معمولاً در لوله‌های باریک، در کنار یکدیگر قرار دارند. این رده از نظر سنگواره‌ای قدمت زیادی دارد و گونه‌هایی چون فنوستولیدا (Fenestrida) را شامل می‌شود که در گذشته بسیار فراوان بوده‌اند.
خزه‌زیان آب شیرین (Phylactolaemata): تنها در آب شیرین یافت می‌شوند. زئوئیدهای آن‌ها نرم‌بدن و بدون اسکلت معدنی‌اند و کلونی‌هایی ژلاتینی یا ژرف‌ساختار تولید می‌کنند. این گروه توانایی تولید استاتوبلاست دارند.
Gymnolaemata: بیشتر اعضای این رده دریازی‌اند، اما برخی در آب‌های لب‌شور نیز زندگی می‌کنند. این رده متنوع‌ترین گروه خزه‌زیان‌ها را دربر می‌گیرد و راستهٔ Cheilostomatida، که دارای گسترده‌ترین تنوع در زئوئیدهای تخصص‌یافته است، به این رده تعلق دارد.

## فرگشت
روابط فرگشتی خزه‌زیان‌ها با سایر شاخه‌های جانوری همچنان محل بحث است. برخی پژوهشگران آن‌ها را در گروه تاجیانه‌داران (لوفوفوراتا) جای می‌دهند که شامل بازوپایان و کرم‌های نعل‌اسبی نیز می‌شود؛ چراکه هر سه گروه دارای تاجیانه به‌عنوان اندام تغذیه هستند و دارای کاواک واقعی‌اند.
با این حال، برخی مطالعات مولکولی این پیوند را زیر سؤال برده‌اند. همچنین، مسئلهٔ دهان‌نخستی یا دهان‌دومی بودن خزه‌زیان‌ها نیز روشن نیست. درحالی‌که بازوپایان و نعل‌تنگ‌داران مخرج‌نخستی در نظر گرفته می‌شوند، برخی داده‌های ریخت‌شناسی و ژنتیکی نشان می‌دهد که خزه‌زیان‌ها ممکن است در شاخهٔ دهان‌نخستی‌ها جای داشته باشند.
در سال‌های اخیر، بررسی‌های مولکولی و تجزیه‌های شجره‌ایِ ژنوم کامل به این نتیجه رسیده‌اند که خزه‌زیان‌ها و انتوپروکت‌ها با یکدیگر خویشاوندی نزدیکی دارند، اگرچه از نظر ریخت‌شناسی تفاوت‌های زیادی دارند. برخی فرضیه‌ها پیشنهاد می‌کنند که این دو شاخه باید در یک ابرشاخهٔ مشترک قرار گیرند.

## کاربردها و اهمیت
برخی گونه‌های خزه‌زیان، به‌ویژه گونه‌های مهاجم، می‌توانند در صنعت پرورش ماهی، خطوط انتقال آب، و تأسیسات زیردریایی ایجاد مشکل کنند. پوشش دادن سطح تأسیسات با کلونی‌های کتانجک‌مانند یا رسوبی می‌تواند جریان آب را مختل کرده و موجب گرفتگی لوله‌ها شود.
با این حال، مواد شیمیایی تولیدشده توسط برخی گونه‌های خزه‌زیان، به‌ویژه گونه‌های دریایی، مورد توجه پژوهشگران قرار گرفته‌اند. مثلاً ترکیبی به‌نام «بریوستاتین-۱» (Bryostatin-1) که از گونه‌ای خزه‌زیان دریایی استخراج شده‌است، برای درمان سرطان و بیماری آلزایمر مورد آزمایش قرار گرفته، هرچند نتایج تاکنون چندان امیدوارکننده نبوده‌اند.

## در منابع سنگواره‌ای
همان‌گونه که پیش‌تر اشاره شد، نخستین نشانه‌های خزه‌زیان دارای اسکلت معدنی در اوایل اردوویسین ظاهر می‌شوند. با این حال، فرض بر این است که خزه‌زیان‌ها پیش‌تر، در کامبرین یا حتی پیش از آن نیز وجود داشته‌اند اما به‌دلیل نداشتن اسکلت، در رکورد سنگواره‌ای باقی نمانده‌اند.
وجود گونه‌هایی همچون Pywackia در سنگواره‌های کامبرین که در گذشته خزه‌زیان پنداشته می‌شدند، اکنون به‌عنوان هشت‌مرجانیان (Octocorallia) بازشناسی شده‌اند. نمونهٔ دیگری به‌نام Protomelission ابتدا به‌عنوان خزه‌زیان در نظر گرفته شد، اما پژوهش‌های جدیدتر آن را گونه‌ای جلبک داسی‌کلادی دانسته‌اند.
با گذر زمان، اشکال کلونی خزه‌زیان از فرم‌های ایستاده به فرم‌های خزنده و پوسته‌مانند تغییر یافته‌اند. این تحول به آن‌ها کمک کرده تا سطوح گسترده‌تری را بپوشانند و در زیستگاه‌های گوناگون پراکنده شوند.